# Свириця
Свириця (рос. Свирица) — селище у Волховському районі Ленінградської області Російської Федерації.
Населення становить 539 осіб. Належить до муніципального утворення Свирицьке сільське поселення.

## Історія
Згідно із законом № 56-оз від 6 вересня 2004 року належить до муніципального утворення Свирицьке сільське поселення.

## Населення
| 1939 | 1990  | 1997  | 2007 | 2010 | 2017 |
| ---- | ----- | ----- | ---- | ---- | ---- |
| 2652 | ↘1400 | ↘1000 | ↘655 | ↘609 | ↘539 |